# Dimos Agioi Anargyroi-Kamatero
Dimos Agioi Anargyroi-Kamatero (Agioi Anargyroi-Kamatero) är en kommun i Grekland.   Den ligger i prefekturen Nomarchía Athínas och regionen Attika, i den sydöstra delen av landet, 8 km norr om huvudstaden Aten. Antalet invånare är 62 529. Arean är 9,1 kvadratkilometer.
Terrängen i Dimos Agioi Anargyroi-Kamatero är platt åt sydost, men åt nordväst är den kuperad.